# Thomas Fraefel

Thomas Fraefel (1982)

Thomas Fraefel (* 10. Juli 1923 in Häfelfingen; † 25. August 2013 in Zug; heimatberechtigt in Weingarten, Lommis sowie Zug)  war ein Schweizer Politiker (SP).

## Biografie

### Familie und Beruf
Der katholisch getaufte, gebürtige Baselbieter Thomas Fraefel, Sohn des Primarlehrers sowie Gemeindeschreibers Ferdinand Fraefel, absolvierte nach dem Besuch des Kollegiums in Zug in den Jahren 1940 bis 1944 das Lehrerseminar in Rickenbach SZ. Thomas Fraefel war im Anschluss als Primarlehrer in Brunnen, Stans sowie Zug eingesetzt, 1960 übernahm er eine Stelle als Sonderschullehrer an der Oberstufe der Hilfsschule in der Stadt Zug, 1970 schied er aus dem Lehrkörper aus. Er heiratete in erster Ehe Frieda, die Tochter des Wagnermeisters Mathias Brucker. In zweiter Ehe vermählte er sich mit Boska geborene Rakovic. Thomas Fraefel verstarb am 25. August 2013 90-jährig im Kantonsspital Zug.

### Politische Laufbahn
Der der Sozialdemokratischen Partei (SP) beigetretene Thomas Fraefel wurde 1963 in den Erziehungsrat gewählt. Im gleichen Jahr erfolgte seine Wahl in den Zuger Kantonsrat, dort fungierte er als Fraktionschef der SP und Gewerkschaftsvertreter. 1971 wurde Fraefel in den Regierungsrat des Kantons Zug gewählt, dort wurde ihm die Leitung der Sanitäts- und Forstdirektion übertragen, 1986 trat er zurück. Darüber hinaus nahm er in den Jahren 1975 bis 1979 Einsitz in den Nationalrat. Während seiner Amtszeit als Sanitätsdirektor wurde ein Spitalgesetz und die Übernahme des Bürgerspitals Zug durch den Kanton verwirklicht.